# Carl Hanser
Carl Hanser, né à Rastatt le 30 décembre 1901, mort à Munich le 10 mai 1985, est un éditeur allemand.

## Biographie
Carl Hanser, fils d'un commerçant, a terminé son doctorat de philosophie à Fribourg-en-Brisgau en 1928 et a terminé parallèlement un apprentissage de libraire. Il a été membre de l'association des étudiants de l'équipe de pays Cimbria. En 1928, il a fondé à Munich les éditions Carl Hanser (Carl Hanser Verlag) et le premier roman édité a été La Passion de Nikolai Pereslegin de Fedor Stepun (de). 
En 1946, Carl Hanser a été un des premiers éditeurs de Munich à pouvoir publier à nouveau, avec une licence américaine. Il a renforcé le catalogue littéraire avec des classiques commentés de la littérature allemande (dont Lessing, Schiller, Jean Paul et Theodor Fontane) et de la littérature contemporaine (dont Erich Fried, Elias Canetti, Umberto Eco, Stephan Hermlin, Botho Strauss, Philip Roth, Susan Sontag ou encore Elke Heidenreich). 
En 1946, il a été l'un des fondateurs de l'association bavaroise des libraires et éditeurs. De 1949 à 1951 il a été à la tête de l'Association allemande du commerce du livre (de) (Syndicat de l'édition). En 1969 il a transformé sa maison d'édition en société en commandite. Il a pris sa retraite en 1976.